# Municipio Ixtapaluca
Koordinaten: 19° 18′ N, 98° 53′ W
Ixtapaluca ist ein im Jahr 1820 gegründetes Municipio im mexikanischen Bundesstaat México. Es gehört zur Zona Metropolitana del Valle de México, der Metropolregion um Mexiko-Stadt, und hat eine Fläche von 328,1 km². Der Sitz des 467.361 Einwohner zählenden (2010) Municipios ist die Stadt Ixtapaluca, die zugleich der größte Ort des Municipios ist. Weitere größere Orte sind San Buenaventura, San Jerónimo Cuatro Vientos, San Francisco Acuautla und Jorge Jiménez Cantú.

## Toponym
Der Name Ixtapaluca kommt aus dem Nahuatl: iztapalli bedeutet Salze, und -locan bedeutet „Ort, Stelle“, also in etwa „Ort wo Salz ist“. Der ursprüngliche Name lautete Iztapayucan.

## Geographie
Ixtapaluca liegt im Südosten des Bundesstaates Méxixo, etwa 30 km südöstlich von Mexiko-Stadt.
Das Municipio Ixtapaluca grenzt an die Municipios Texcoco, Chicoloapan, Tlalmanalco, Chalco, Valle de Chalco Solidaridad und La Paz sowie an den Bundesstaat Puebla.

## Sehenswürdigkeiten

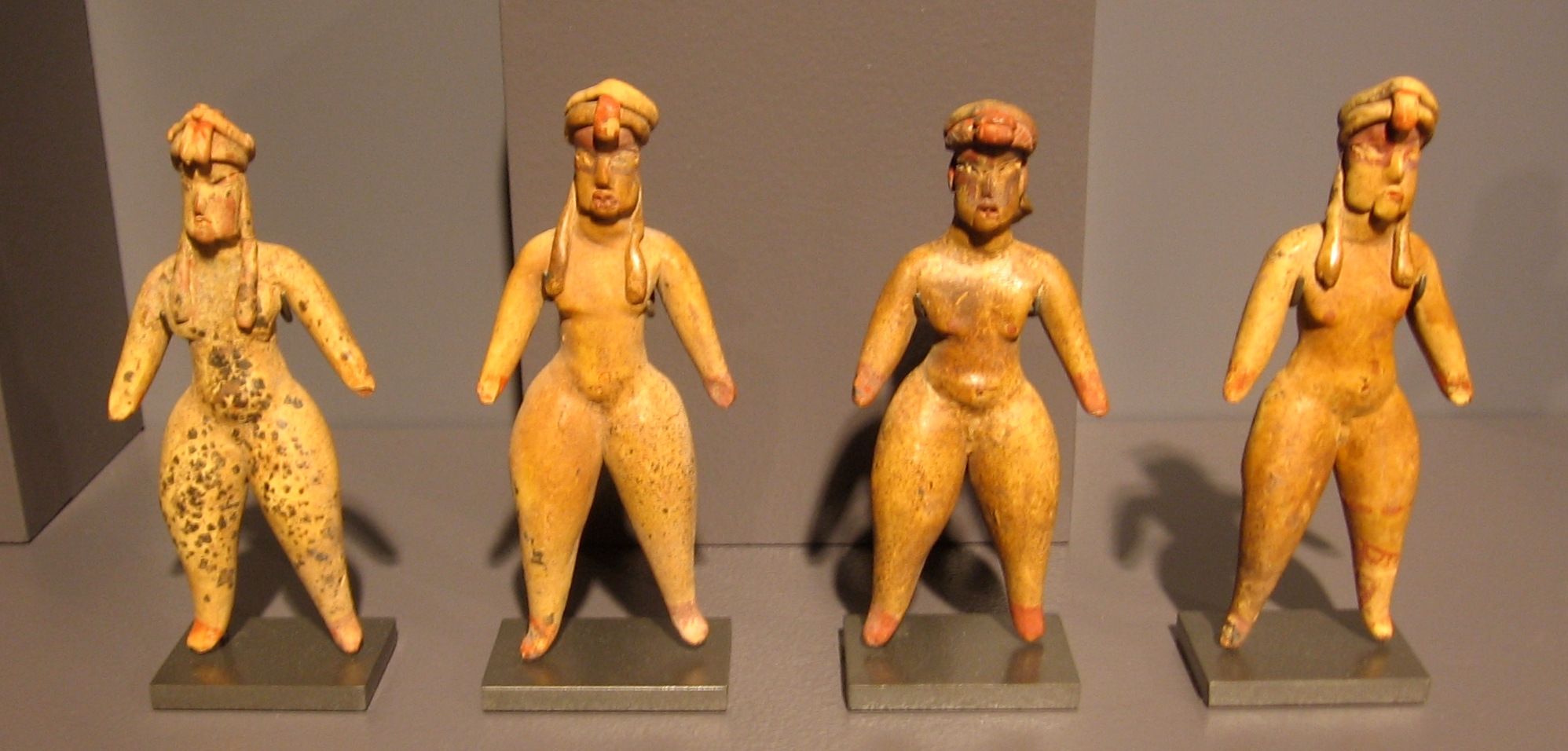
Tonfigürchen aus Tlapacoya

Hauptsehenswürdigkeit des Municipios ist die aztekische Ruinenstadt Acozac. Aus der weitgehend verschwundenen Stätte von Tlapacoya stammen einige Tonfigürchen, deren Gesichter und Körperbehandlung möglicherweise olmekische Einflüsse verraten und deren Alter auf etwa 1500 v. Chr. geschätzt wird. Im Jahre 1987 wurde in Tlalpizáhuac eine weitere Fundstätte entdeckt, die jedoch noch nicht näher erforscht wurde.